# فاکسهوند انگلیسی
فاکسهوند انگلیسی (به انگلیسی: English Foxhound)، نام یکی از نژادهای سگ است که خاستگاه آن به بریتانیا، انگلستان بازمی‌گردد.